# Glenea loriai
Glenea loriai là một loài bọ cánh cứng trong họ Cerambycidae.